# Sopa de farigola
La sopa de farigola és una sopa típica de la gastronomia de Catalunya. També se l'anomena sopa de timó o sopes de pastor al nord del País Valencià. La base s'aquesta sopa és un bon pa i un bon oli d'oliva.
El plat s'elabora amb ou, pa de pagès i una branqueta de farigola, preparant un brou utilitzant la farigola i després escalfant l'ou damunt del pa.

## En la literatura
Poema sobre la sopa de farigola, primera edició del text escrit, l'any 1935 pel poeta català Josep Carner i Puig-Oriol, (Barcelona, 9 de febrer de 1884 - Brussel·les, 4 de juny de 1970): 
| « | Fum que vas a la teulada i que n'ixes floc a floc, dius a la lluna afilada: Vora l'olla salta el foc, La mare crida i trascola i vigila de reüll la sopa de farigola que està si bull si no bull: Si, de lluny, el fum albires, plega, pare, ton fadic; ja s'entaulen les cadires i les sopes fan bonic, fins a la boca més llamenca de desig d'haver-ne es mor, sopa humil, sopa rossenca, mostrejada amb oli d'or, troballa que ens fores duta per un savi saberut, l'herba humil de roca eixuta et penetra de virtut, a la setena bocada troben la conversa els grans i a l'última cullerada hi ha la son per als infants. | » |

"La sopa", de Josep Carner